# The Varangian Way
The Varangian Way è il secondo album del gruppo Viking metal finlandese dei Turisas. Pubblicato nel 2007, è un concept album, nel quale viene narrata musicalmente la storia di un gruppo di Vichinghi che viaggiano attraverso i fiumi dell'Europa dell'Est attraverso quelle terre conquistate dai Variaghi. Il personaggio principale, nonché principale narratore della vicenda, è un vichingo di nome Hakon che parte verso un viaggio di cui non conosce a priori la fine per cercare la propria identità. L'album si sviluppa col procedere del viaggio, facendo numerosi salti spazio-temporali nel narrare le vicende e non chiarendo sempre né il contesto né il significato delle parole. Particolarmente toccante è l'ultimo brano, Miklagard Overture, dove il gruppo raggiunge Costantinopoli ("Miklagard" è il nome che i popoli scandinavi dettero alla Seconda Roma). In quest'ultimo capitolo infatti il gruppo arriva nella città e si arruola come guardia dell'impero bizantino.

## Tracce
1. To Holmgard and Beyond - 5:17
2. A Portage to the Unknown – 4:50
3. Cursed Be Iron – 5:03
4. Fields of Gold – 4:34
5. In the Court of Jarisleif  – 3:17
6. Five Hundred And One – 6:18
7. The Dnieper Rapids – 5:20
8. Miklagard Overture – 8:18